# Johann Peter Schuster
Johann Peter Schuster (magyarosan: Schuster János Péter, Nagyszeben, 1775. április 27. – 1829. február 21.) evangélikus lelkész.

## Élete
1798-tól a jenai egyetemen tanult; 1800-ban az ottani latin-társaság tagjának választotta és a nagyszebeni gimnázium aligazgatója lett, 1807-ben pedig ugyanott evangélikus lelkész; 1810. január 21-én Veresmartra (Nagy-Szeben megye) választották meg szintén lelkésznek.

## Munkái
- De collisionibus officiorum explodensis. Cibinii, 1803.
- Am Sarge des Wohlgebornen Fräuleins Justina Charlotte v. Huttern (gehaltene Gebete und Standrede). Hermannstadt den 3. März 1808.